# Ella Jay Basco
Ella Jay Basco (Los Ángeles, 17 de septiembre de 2006) es una actriz estadounidense, conocida por su trabajo en Birds of Prey.

## Primeros años
Basco nació en Los Ángeles de madre coreana y padre filipino. Es la segunda de cuatro hijos. Ella es la sobrina de Dion Basco y Dante Basco.

## Carrera
Después de aparecer en varios programas de televisión, Basco consiguió su primer papel en la película Birds of Prey de 2020 como Cassandra Cain.

## Filmografía

### Películas
| Año  | Título           | Personaje      | Notas        |
| ---- | ---------------- | -------------- | ------------ |
| 2015 | Glimps of Heaven | Huian          | Cortometraje |
| 2020 | Aves de Presa    | Cassandra Cain | Largometraje |

### Televisión
| Año  | Título          | Personaje | Notas                         |
| ---- | --------------- | --------- | ----------------------------- |
| 2013 | Grey's Anatomy  | Evie      | Episodio: "Tormenta perfecta" |
| 2014 | Happyland       | Niña      | Episodio:"Piloto"             |
| 2017 | Superior Donuts | Logan     | Episodio: "Arthur's Day Off"  |
| 2017 | Veep            | Ella      | Episodio: "Una mujer primero" |
| 2017 | Teachers        | Amanda    | Episodio: "Let It Flow"       |

### Vídeo musical
| Año  | Título         | Artistas           | Papel          |
| ---- | -------------- | ------------------ | -------------- |
| 2020 | "Stay With Me" | Saweetie y Galxara | Cassandra Cain |